# 9778 Isabelallende
9778 Isabelallende eller 1994 PA19 är en asteroid i huvudbältet som upptäcktes den 12 augusti 1994 av den belgiske astronomen Eric W. Elst vid La Silla-observatoriet. Den är uppkallad efter den chilenska författaren och journalisten, Isabel Allende.
Den tillhör asteroidgruppen Nysa.